# Ernst Peschl
Ernst Ferdinand Peschl (Passau, 1 de setembro de 1906 — Eitorf, 9 de junho de 1986) foi um matemático alemão.

## Obras
- Über die Krümmung von Niveaukurven bei der konformen Abbildung einfachzusammenhängender Gebiete auf das Innere eines Kreises. Eine Verallgemeinerung eines Satzes von E. Study, Mathematische Annalen 106, 1932, S. 574–594
- Zur Theorie der schlichten Funktionen, Crelles Journal 176, 1937, S. 61–94
- Über den Cartan-Carathéodoryschen Eindeutigkeitssatz, Mathematische Annalen 119, 1943, S. 131–139
- Analytische Geometrie, Bibliographisches Institut, Mannheim 1961
- Funktionentheorie, Bibliographisches Institut, Mannheim 1967
- Differentialgeometrie, Bibliographisches Institut, Mannheim 1973, ISBN 3-411-00080-5